# Joop Rohner
Johannes Jacobus "Joop" Rohner, född 6 juli 1927 i Amsterdam, död 25 januari 2005 i Hobart i Tasmanien, var en nederländsk vattenpolomålvakt. Han representerade Nederländerna vid olympiska sommarspelen 1948 i London.
Rohner tog OS-brons i den olympiska vattenpoloturneringen 1948.